# Saint-Maime-de-Péreyrol
Saint-Maime-de-Péreyrol település Franciaországban, Dordogne megyében. Lakosainak száma 287 fő (2022. január 1.). Saint-Maime-de-Péreyrol Grun-Bordas, Vergt, Saint-Amand-de-Vergt, Fouleix, Beauregard-et-Bassac és Douville községekkel határos.

## Népesség
A település népessége az elmúlt években az alábbi módon változott:
| Lakosok száma | 270  | 276  | 264  | 257  | 276  | 282  | 283  | 284  | 285  | 287  |
|               | 1968 | 1982 | 1990 | 2006 | 2013 | 2015 | 2017 | 2019 | 2020 | 2022 |